# Syntrechalea syntrechaloides
Syntrechalea syntrechaloides là một loài nhện trong họ Trechaleidae.
Loài này thuộc chi Syntrechalea. Syntrechalea syntrechaloides được Cândido Firmino de Mello-Leitão miêu tả năm 1941.